# Адская кухня (фильм, 1978)
«А́дская ку́хня» (англ. Paradise Alley) — американский спортивный драматический фильм 1978 года. Автор сценария, режиссёр и исполнитель главной роли Сильвестр Сталлоне (дебютная режиссёрская работа). Фильм рассказывает историю трёх итало-американских братьев из Адской кухни в 1940-х годах, которые начинают заниматься рестлингом.
Фильм «Адская кухня» был выпущен в США 22 сентября 1978 года компанией Universal Pictures. Фильм получил негативные отзывы критиков.

## Сюжет
Виктор, самый молодой и сильный из братьев Карбони (двое других — Космо и Ленни), по просьбе Космо становится рестлером (по прозвищу Кид Салами), который считает, что на этом можно сделать большие деньги.
Ленни соглашается управлять его карьерой. Они надеются, что Виктор выиграет достаточно матчей, чтобы они могли навсегда покинуть Адскую кухню. Виктор хочет жениться на своей девушке-азиатке и жить на яхте, которую они планируют купить в Нью-Джерси.
У каждого брата своя специфика. Космо — мошенник и аферист, всегда ищущий лёгкой наживы. Ленни — бывший герой войны, а ныне гробовщик, который вернулся в район хромым и психологически надломленным. Виктор — щуплый, сильный, тупой, но искренний человек, который бросает свою работу, когда его уговаривают стать рестлером.
Поначалу доминирует Космо, который агрессивно подталкивает Виктора к рестлингу вопреки желанию его девушки. Ленни поначалу не понимает всего этого и постоянно пытается предостеречь Виктора, напоминая ему, что он может пострадать.
По мере развития сюжета роли начинают меняться. Космо беспокоится о благополучии Виктора и чувствует вину за то, что втянул его в это дело, а Ленни все больше стремится использовать Виктора как можно дальше. Кажется, что Ленни полностью меняет свою личность, теряет хладнокровие и превращается в агрессивного манипулятора.
В конце концов Виктор выигрывает большой матч под ливнем, и братья воссоединяются.

## В ролях
| Актёр              | Роль           |
| ------------------ | -------------- |
| Сильвестр Сталлоне | Космо Карбони  |
| Арманд Ассанте     | Ленни Карбони  |
| Ли Каналито        | Виктор Карбони |
| Фрэнк Макрей       | Большой Глори  |
| Энн Арчер          | Энни           |
| Кевин Конуэй       | Стич           |
| Терри Фанк         | Фрэнки         |
| Джойс Ингаллс      | Банчи          |
| Том Уэйтс          | Мамблс         |

В ролях второго плана и в камео появились рестлеры: Терри Фанк, Тед Дибиасе, Боб Руп, Дик Мёрдок, Дори Фанк-младший, Дон Лео Джонатан, Дон Кернодл, Джин Киниски, Деннис Стамп, Рэй Стивенс и Улиули Фифита. Драматург и сценарист Джон Монкс-младший также появился в роли бармена.

## Критика
На агрегаторе рецензий Rotten Tomatoes фильм получил оценку 40 % на основе пяти отзывов критиков со средней оценкой 4/10. На Metacritic средневзвешенный балл 53 из 100 на основе восьми критиков, что означает «смешанные или средние отзывы».
Фильм получил негативные отзывы от многих критиков, которые часто сравнивали его с «Рокки». Винсент Кэнби из The New York Times (который написал одну из самых негативных рецензий на «Рокки») назвал фильм «фальшивым, надуманным, самовлюблённым бардаком…». «Если бы в фильме была хоть капля остроумия, или последовательная точка зрения, или искренние чувства, „Адская кухня“ могла бы стать увлекательным возвращением к настоящим фильмам категории B прошлых лет. А так — это пережёванный „Рокки“».
Гэри Арнольд из The Washington Post пишет: «Может быть, Сталлоне и не стоит так уж усердствовать в начале своей звёздной карьеры. Возможно, ему придётся более реалистично взглянуть на то, что он может и чего не может, после того как зрители перестанут качать головами из-за рассеянного стиля, который, похоже, правит „Адской кухней“. У Сталлоне есть характерная, забавная игра и талант к спонтанному фарсу и сентиментальности, но он выглядит жалким статистом».